# Una vida suspendida
Une vie suspendue (حياة معلقة, Ghazl el-Banat), también llamada L'Adolescente, sucre d'amour, es una película franco-libanesa, en coproducción con Canadá, dirigida por la libanesa Jocelyne Saab en 1985.

## Sinopsis
Beirut se encuentra asediada por la guerra. Samar, una joven nacida en pleno conflicto, conoce a Karim, un pintor que está perdiendo el gusto por la vida. Una intensa historia de amor nace entre estos dos supervivientes 

## Reparto
- Jacques Weber: Karim
- Hala Bassam: Samar
- Julieta Berto: Juliette
- Youssef Housni: Donatien
- Denise Filiatrault: La madre
- Ali Diab: El padre
- Khaled El Sayed: El tuerto
- Claude Préfontaine: Elie
- Suheir Salhani: Leila

## Alrededor de la película
Une vie suspendue es el primer largometraje de ficción de Jocelyne Saab. Rodada en plena guerra civil en Beirut, la película fue presentado por primera vez en 1985 en la Quinzaine des Réalisateurs del Festival de Cannes. Cuarenta años después de su estreno, en junio de 2025, ha sido restaurada en resolución 4K y proyectada en su versión original en el festival Il Cinema Ritrovato, dedicado a la recuperación y difusión de películas clásicas y raras del patrimonio cinematográfico mundial.